# Paulo Sérgio Mota
Paulo Sérgio Mota (Vila Nova de Gaia, 13 luglio 1991) è un calciatore portoghese, difensore dell'Académico de Viseu.

## Carriera
Cresce calcisticamente nel Porto, per poi passare a 18 anni nelle giovanili del Leixões. Fa il suo esordio tra i professionisti il 15 maggio 2011, nella vittoria per 3-1 contro il Freamunde.
Nell'estate 2012, da svincolato, viene ingaggiato dal Moreirense con cui firma un contratto triennale. Fa il suo esordio il 16 novembre fornendo 2 assist contro lo Sporting Lisbona, che non basteranno però ad evitare il pareggio per 2-2. La prima rete tra i professionisti avviene il 21 agosto dell'anno successivo, aprendo le marcature al 2' minuto nella sfida vinta per 7-0 contro il Chaves.
Il 7 giugno 2019 si trasferisce in Grecia, alla corte dell'AEK Atene, firmando un contratto biennale.

## Palmarès

### Club

#### Competizioni nazionali
- Segunda Liga: 1

Moreirense: 2013-2014